# Каляндрук Тарас Богданович
Тарас Богданович Каляндрук (народився 11 серпня 1973, Львів) — український кіносценарист, режисер, журналіст. Дослідник української лицарської культури.

## Біографія
Освіта вища економічна. Кандидат економічних наук.
Після закінчення середньої школи у 1990 році вступив до Львівського сільськогосподарського інституту на економічний факультет, який закінчив в 1995 році, отримавши спеціальність економіста з бухгалтерського обліку і фінансів.
Трудовий шлях розпочав з 1994 року.
У 2000 році захистив дисертацію, здобув ступінь кандидата економічних наук.
З 2000 року до 2011 року працював директором дирекції фільмовиробництва пізнавальних і обмінних програм Львівської обласної державної телерадіокомпанії.
З 2011 року до 2018 року працював заступником директора ТВО телебачення ЛОДТРК.
Був засновником і керівником військово-патріотичної телепрограми «Звитяга», міжнародної програми «Європейська інтеграція», документального телесеріалу «Українські державники», «Громадянська трибуна», «Карби віків», «В гостях у мами Левенятка», «Ерудит», «Нова цивілізація», «Вечірня казка», «Українські імена», та багатьох інших телепроєктів.

## Творча діяльність
Автор ряду сценаріїв до фільмів та телепередач де виступав і як режисер, зокрема документальних фільмів:
- «Брати» (визнаний найкращим фільмом про Голодомор в Україні за 2004 рік);
- «Бойовий гопак» (диплом всеукраїнського фестивалю «Кришталеві джерела 2005 рік, Диплом міжнародного фестивалю „Кінотур“ 2007 рік та диплом міжнародного фестивалю „Дримба — 2007“»);
- «Козак німецького роду»
- «Закарпаття»
- «Генерал Олександр Греков»,
- «Гетьман Петро Сагайдачний»,
- «Петро Франко»,
- «Андрій Долуд»,
- «Роман Шухевич»,
- «Козацький новий Рік 2007»,
- «Козацький новий Рік 2009»
- «Листопад»
- «Іван Виговський»,
- «Акт Злуки: відтворення історичної правди»,
- «Іван Боберський: Де сила — там воля витає!»,
- «Данило Галицький: Таємниці однієї перемоги»,
- «Незалежність. Тернистий шлях»;
- «Михайло Грушевський. Галицька весна української ідеї»
- «Віденськими стежками Івана Франка. Подорож в обороні честі» (Премія імені Івана Франка у галузі інформаційної діяльності  — «За найкращий твір у телевізійній сфері» — 2017)
- «Справа життя Миколи Красовського»
- «Принц австрійський. З Україною в серці»
- «Конотоп» (Художній фільм в роботі)

Режисер фільмів:
- «Школа лицарства і честі»,
- «Олена Степанівна»
- Фільм про Наукову бібліотеку ЛНУ імені Івана Франка

Керівник виробництва
Große Galizierinnen oder Von Lemberg nach Wien (Wielkie Galicjanki) 
Журналіст
Wilhelm von Habsburg: Der König der Ukraine
Автор монографій:
- «Таємниці бойових мистецтв України» (Львів 2004 рік Диплом Ради книговидавців Львівщини)
- «Загадки козацьких характерників» (Львів 2006 рік, Диплом Книжкові контракти 2007),
- «Дорогичинська битва 1238 року: таємниці однієї перемоги», Автор книжок для дітей та молоді:
- «Пластуни»,
- «Меч Арія»(Комікс);[3]
- «Дітям про козаків»
- «Козаки. Слов'яни проти орди»

Автор ряду статей на економічну, політичну та історичну тематику тощо.
- Як король Данило псів-лицарів розгромив[4]
- Лицарський чин українського парламентаря[5]
- Кілька світлин з історії Ямниці[6]
- Богдан Олександрович Каляндрук
- Як Адам Міцкевич у козаки записався… [Архівовано 2 листопада 2021 у Wayback Machine.]
- Богуслав Шашкевич
- Від Карпат по Кубань чути голос «Повстань!» Як Кубанські козаки в УПА воювали [Архівовано 5 березня 2016 у Wayback Machine.]
- Теракти у Франції. Як бути Україні? [Архівовано 21 лютого 2016 у Wayback Machine.]
- Генерал-лейтенант Іон Міхай Пачепа (Ion Mihai Pacepa)
- Росія і Захід: де насправді є цивілізація?
- Пластуни — козацький спецназ [Архівовано 29 березня 2019 у Wayback Machine.]
- Бойове мистецтво пластунів: корені та походження [Архівовано 25 квітня 2019 у Wayback Machine.]
- «Розвиток пластунських традицій в Україні в кінці XVIII — на початку XX ст.» [Архівовано 5 березня 2016 у Wayback Machine.]
- Меч Арія символ України. Із книги "Загадки козацьких характерників [Архівовано 15 серпня 2018 у Wayback Machine.]
- З книги «Таємниці бойових мистецтв України». Про козацьку чуприну, «оселедець» та чуб
- Великдень, який об'єднав Україну [Архівовано 15 серпня 2018 у Wayback Machine.]
- «Українській дитині». Спогад про перший дзвінок
- Хорватський прем'єр-міністр — нащадок нашого богатиря? Балканський слід українських епічних героїв
- Термін шароварщина як маркер московського шовінізму в інформаційній війні кремля проти України [Архівовано 2 лютого 2021 у Wayback Machine.]
- Сталінський фальсифікат про характерників, або як комуністи з маніяків ліпили гайдамаків [Архівовано 11 листопада 2020 у Wayback Machine.]
- Український народний кінопроект «Конотоп»
- Як Москва тягне українців у «русскій мір» за руку Сірка [Архівовано 6 червня 2021 у Wayback Machine.]
- Збоченці замість героїв, або Як Держкіно перевиховує українців [Архівовано 2 жовтня 2021 у Wayback Machine.]
- «Провалився козак, стрепенувся байрак…» або  Таємниця заклятої могили [Архівовано 30 травня 2022 у Wayback Machine.]

Інтерв'ю, передачі, виступи, круглі столи
- Хроніка війни: розмова з учасником АТО Костянтином Василькевичем [Архівовано 18 квітня 2021 у Wayback Machine.]
- Хроніка війни: розмова з учасниками АТО Іваном Ільківим та Романом Онищуком [Архівовано 18 квітня 2021 у Wayback Machine.]
- Хроніка війни: розмова з учасником АТО Василем Гурасом [Архівовано 18 квітня 2021 у Wayback Machine.]
- Хроніка  війни: розмова з учасницею АТО Іриною Косовською [Архівовано 18 квітня 2021 у Wayback Machine.]
- Українці мають вчитись на історичних перемогах, а не поразках [Архівовано 8 серпня 2017 у Wayback Machine.]
- Не той сильний, що камінь верже, а той, що серце в собі держе [Архівовано 11 квітня 2021 у Wayback Machine.]
- ВОЛИНСЬКI АМАЗОНКИ
- Український козацький «спецназ» [Архівовано 29 вересня 2016 у Wayback Machine.]
- Гопак як бойове мистецтво [Архівовано 27 вересня 2020 у Wayback Machine.]
- Король Данило проти монгольського підкаблучника [Архівовано 18 листопада 2021 у Wayback Machine.]
- Круглий стіл «Галицький сепаратизм: причини, витоки та загрози»
- Круглий стіл на тему «Звинувачення українців в антисемітизмі, як елемент стратегії інформаційної війни РФ проти України» [Архівовано 15 травня 2017 у Wayback Machine.]
- Круглий стіл у Львові, присвячений проблемі звинувачення українців в антисемітизмі [Архівовано 18 квітня 2021 у Wayback Machine.]
- Українці та євреї проти рашизму [Архівовано 18 квітня 2021 у Wayback Machine.]
- У Львові довели, що гучні інтернет-заяви про створення Нового Єрусалиму є «дешевим фейком» [Архівовано 18 квітня 2021 у Wayback Machine.]
- Круглий стіл на тему: «Співпраця між Задарським і Львівським регіоном у сфері економіки»
- Круглий стіл Міцкевич VS Коциловський [Архівовано 11 квітня 2021 у Wayback Machine.]
- Хто такі козаки? Їхнє походження і спорідненість з традиціями бойових мистецтв слов'янських народів
- Якою була лицарська культура українського козацтва? Що пов'язує Запоріжжя і Галичину? Якою була психофізична підготовка козаків і феномен характерництва ? [Архівовано 11 квітня 2021 у Wayback Machine.]
- Український Світ Кубані [Архівовано 11 квітня 2021 у Wayback Machine.]
- Розмова про війну символів і козацькі шаровари
- Україна. Повернення до джерел. Розмова про українські традиції з Володимиром Пилатом
- Україна. Повернення до витоків. Розмова з Іваном Сварником про Богдана Хмельницького
- УКРАЇНЦІ ЩЕ НЕ УСВІДОМИЛИ НАСКІЛЬКИ ВАЖЛИВОЮ ДЛЯ НИХ Є КОНОТОПСЬКА ПЕРЕМОГА, АБО ЧОМУ МИХАЙЛА ГРУШЕВСЬКОГО ВБИЛИ ЗА КОНОТОП?
- Ukrainians have not yet realized how important the Konotop victory is for them, or Why was Mykhailo Hrushevsky killed for Konotop? [Архівовано 9 квітня 2022 у Wayback Machine.]
- У час гібридної агресії Росії підтримка діаспорою українського кіновиробництва не менш важлива, ніж американські джавеліни [Архівовано 9 квітня 2022 у Wayback Machine.]
- At the time of Russia's hybrid aggression, the diaspora's support for Ukrainian film production industry is as important as American Javelins [Архівовано 9 квітня 2022 у Wayback Machine.]
- Гібридна війна і московське православ'я як загроза української державності
- Розмова про інформаційну війну в сфері ЗМІ і кіно
- Cinema as a weapon in hybrid war
- Кіно як зброя в умовах гібридної війни
- Роль кіно в гібридній війні Росії проти України
- Люстрація, яка необхідна Україні вже 30 років
- Чому Держкіно досі рекомендує агітаційно-пропагандистську радянську кінострічку
- Культура в сучасній війні. Українське кіномистецтво та формування світогляду патріота.
- Роль кінематографа у війні за українську ідентичність
- The Role of Cinematography in the War for Ukrainian Identity

Рецензії, відгуки, презентації
В Музеї Михайла Грушевського презентували фільм [Архівовано 11 квітня 2021 у Wayback Machine.]
В Університеті презентували фільм «Віденськими стежками Івана Франка. Подорож в обороні честі» [Архівовано 11 квітня 2021 у Wayback Machine.]
Сюжет про презентацію фільму «Віденськими стежками Івана Франка. Подорож на захист честі» [Архівовано 18 квітня 2021 у Wayback Machine.]
Презентація книги: Дорогичинська битва 1238 року: Таємниці однієї перемоги [Архівовано 11 квітня 2021 у Wayback Machine.]
«Козаки. Слов'яни проти орди» — презентація книжки Тараса Каляндрука [Архівовано 11 квітня 2021 у Wayback Machine.]
Калуші Тарас Каляндрук презентував книгу «Козаки. Слов'яни проти орди». CiTiVi 2017 [Архівовано 11 квітня 2021 у Wayback Machine.]
Калушанам презентували книгу «Козаки. Слов'яни проти орди» [Архівовано 11 квітня 2021 у Wayback Machine.]
У студії «Калуш ФМ» — Тарас Каляндрук та Роман Вихор про свої книги та їх презентацію у Калуші [Архівовано 11 квітня 2021 у Wayback Machine.]
Зустріч із Тарасом Каляндруком [Архівовано 11 квітня 2021 у Wayback Machine.]
Науково-популярне видання «Козаки. Слов'яни проти орди» авторства Тараса Каляндрука висунуто ЛОО НСПУ України на здобуття Національної премії України імені Тараса Шевченка
Розмова з україністом із Хорватії Давором Лагудзою про книгу «Козаки. Слов'яни проти орди»
Володимир Пилат «Козаки. Слов'яни проти орди» або Кінець євразійства в Україні [Архівовано 25 червня 2021 у Wayback Machine.]
Святослав Семенюк Козаки. Слов'яни проти Орди [Архівовано 21 квітня 2021 у Wayback Machine.]
Віктор Яськів «Козаки. Слов'яни проти орди». З'явилась книга, яка серйозно змінила уявлення про історію нашого народу [Архівовано 26 жовтня 2020 у Wayback Machine.]
Prava Istina O Slavenima [Архівовано 11 квітня 2021 у Wayback Machine.]
Генерал — лейтенант Павло Ткачук «Козаки повертаються в слов'янську Європу». Рецензія на монографію доктора філософії Тараса Каляндрука  «Козаки. Слов'яни проти орди».  - Львів: ЛА «Піраміда»,  2017. — 496с.
Іван Просяник «Є Правда правдива, а є…» Відгук на книгу Тараса Каляндрука «Козаки. Слов'яни проти орди»
Петро Кононенко Рецензія на книгу Тараса Каляндрука «Козаки. Слов'яни проти орди»
Костянтин Рахно Стежками слов'янського братерства (Рефлексії на книгу: Каляндрук Тарас. Козаки. Слов'яни проти орди.)

## Громадська діяльність
З 1989 року, є активним учасником демократичних подій в Україні. Брав участь у створенні Спілки незалежної української молоді. Очолював осередок імені Івана Богуна.
З 1993 по 1995 роки — голова студентського братства Львівського державного сільськогосподарського інституту (ЛДСГІ).
З 2007 по 2010 роки — голова координаційної ради козацьких організацій Львівщини
Є радником Президента Світового Конгресу Українських Молодіжних Організацій (нині Почесного Президента СКУМО) Мирослава Гочака.
Член Національної спілки журналістів України.

## Нагороди
Нагороджений медаллю Міністерства Оборони України — «За сприяння Збройним Силам України», відзнакою голови Черкаської обласної адміністрації, відзнакою міського голови Львова, почесною відзнакою Львівської обласної ради «100-річчя від дня проголошення Західноукраїнської Народної Республіки», грамотами Львівської обласної державної адміністрації, Львівської обласної ради та багатьох громадських організацій. Лауреат обласної стипендії 2010 року в галузі культури і мистецтва. Лауреат державної премії імені Івана Франка у галузі інформаційної діяльності  — «За найкращий твір у телевізійній сфері».
- Премія імені Івана Франка у галузі інформаційної діяльності (2017)[8].
- Кого і за що нагородило журі фестивалю «Кінотур-2007»: повний перелік [Архівовано 18 квітня 2021 у Wayback Machine.]
- До 100-річчя ЗУНР нагородили визначних особистостей, які утверджують та розбудовують Україну [Архівовано 6 березня 2022 у Wayback Machine.]
- Серед відзначених з нагоди сторіччя ЗУНР — автори та друзі інтернет-видання «Майдан»